# Sofija Borisowa
Sofia Borisova, bułg. София Борисова – bułgarska projektantka mody, założycielka (1993) i właścicielka Romantika Fashion (bułg. Романтика Фешън) – największego bułgarskiego domu mody, którego produkty są sprzedawane także w Niemczech, Szwajcarii, Włoszech, Grecji i Izraelu. Jest jedyną w Bułgarii projektantką, która zorganizowała pokaz (zaprojektowanych przez jej dom mody) sukien ślubnych w Mediolanie – mieście uznawanym za jedną z czterech (obok Paryża, Londynu i Nowego Jorku) światowych stolic mody.

## Kariera

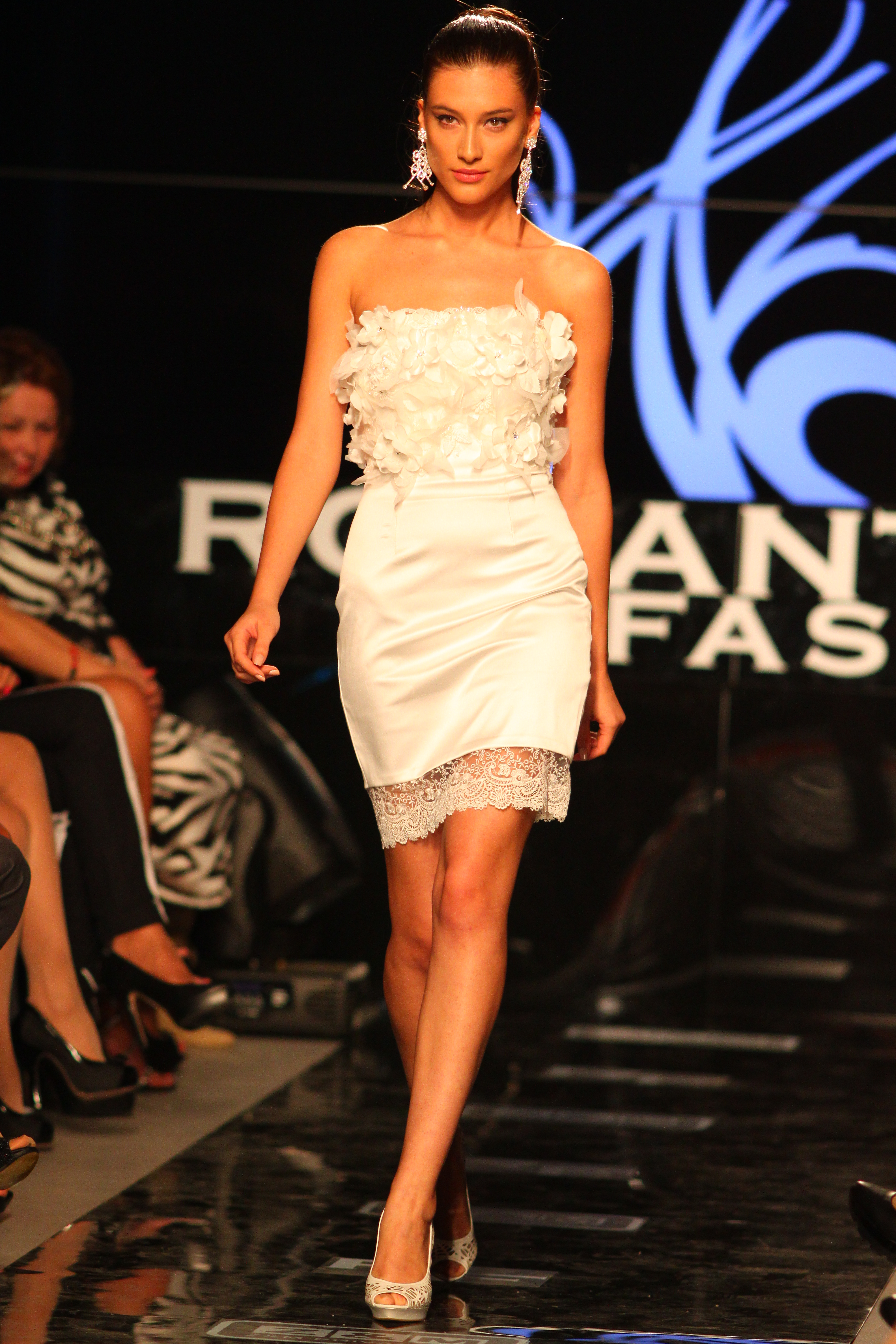
Bułgarska modelka podczas pokazu domu mody Romantika Fashion w Sofii (2012)

W początkowym okresie zajmowała się przede wszystkim importem sukien ślubnych i wieczorowych z Włoch, Grecji i Francji. Później postanowiła samodzielnie projektować oraz stworzyć własną markę.
W 2006 roku udało jej się zorganizować pierwszy pokaz mody, w którym zaprezentowała ubrania z zaprojektowanej przez siebie kolekcji „Extravaganza”. Stosunkowo szybko osiągnęła dominującą pozycję na bułgarskim rynku. Należący do niej dom mody jest oficjalnym projektantem konkursu Miss Bułgarii. Projektowała suknie dla Rumiany Marinowej – laureatki konkursu Mrs World 2014 oraz piosenkarki Neli Petkowej. W sesji fotograficznej prezentującej suknie ślubne z kolekcji Romantika Fashion wystąpiła m.in. bułgarska top modelka Ewa Łałowa (bułg. Ева Лалова). 
Kostiumy i ubrania zaprojektowane przez jej dom mody były wykorzystane na planie filmu Misja Londyn (bułg. Мисия Лондон) w reżyserii Dymityra Mitowskiego (2010).
Ubrana w suknię zaprojektowaną przez Sofiję Borisową bułgarska aktorka Irena Milankowa, nominowana do nagrody Złota Nimfa w kategorii „Najlepsza Aktorka” (główna rola kobieca w serialu Agent pod przykryciem), chodziła po czerwonym dywanie w Monte Carlo. 
Sofija Borisowa jest projektantką ubiorów wykorzystywanych w popularnych bułgarskich programach telewizyjnych – Szouto na Sławi (bułg. Шоуто на Слави), VIP Dance (odpowiednik brytyjskiego Strictly Come Dancing), Głasit na Bułgaria (bułg. Гласът на България; odpowiednik polskiego The Voice of Poland), Farmer tyrsi sypuga (bułg. Фермер търси съпруга; odpowiednik brytyjskiego Farmer Wants a Wife), Grasz czy nie grasz (bułg. Сделка или не). Prowadziła własne sekcje w bułgarskich programach telewizyjnych.
Od około 2000 roku Sofija Borisowa utrzymuje przyjacielskie kontakty z cieszącym się dużą popularnością (posiada ponad 880 sklepów firmowych na całym świecie) włoskim projektantem Eddym K., który jest jej pierwszym nauczycielem. W maju 2015 roku była gościem specjalnym na pokazie jego nowej kolekcji w Mediolanie, a jej dom mody jest wyłącznym przedstawicielem marki Eddy K. w Bułgarii.

## Nagrody i wyróżnienia
Dwukrotnie została uhonorowana „Złotą Igłą” (bułg. „Златна Игла”) – najbardziej prestiżową nagrodą w dziedzinie mody i stylu w Bułgarii – w 2013 i 2015 roku (w kategorii „Najlepszy Projektant Roku”). 
W 2013 roku w tym samym konkursie jej dom mody zwyciężył w kategorii „Dom Mody Roku”.